# Parc de Nahuques
Le parc de Nahuques est un jardin public situé à Mont-de-Marsan, dans le département français des Landes.

## Présentation
Ouvert le 4 novembre 1978, il se situe dans le quartier de Saint-Médard à l'est du centre-ville et au sud du Midou. Il est traversé par les allées de Nahuques, reliant l'avenue de Villeneuve à l'avenue Jean-Dupouy, et ainsi dénommées par décision du conseil municipal du 21 octobre 1982.

### Dénomination
Nahuques est le patronyme de la famille des propriétaires de cette métairie au XVIe siècle. Il signifierait « dame-chouette ». Dans un document ancien rédigé en langue gasconne, « na » est employé pour « dame » et « huque » est une chouette hulotte. « Jean de Nahuques » est le pseudonyme sous lequel l'écrivaine Jeanne Marie-Claire de Saint-Angel, habitant le domaine au début du XXe siècle, signe ses romans.

### Équipements
Le site allie espaces verts et équipements suivants : 
- un hall d'expositions où se déroulent salons, manifestations et spectacles divers ;
- le château de Nahuques en haut de la butte, doté de salles polyvalentes, accueillant congrès, banquets, réunions et abritant le centre de loisir municipal (ne doit pas être confondu avec le château « Petit Nahuques », situé avenue de Villeneuve face au parc animalier);
- un parc animalier de 4 ha accueillant 300 animaux de 70 espèces en semi-liberté[1] : (poneys, chevreuils, lamas, wallabys, paons, chèvres naines, etc.). Il figure sur le cadastre napoléonien de 1811[n 1] ;
- un terrain de camping et une aire de camping-cars ;
- des équipements sportifs : basketball, skatepark, aire de fitness, piste de BMX[2].

Le parc de Nahuques est également un lieu de foires-expositions.

### Historique
Le 20 mai 1976, la ville fait l'acquisition auprès de M et Mme de Saint-Angel d'une propriété de 23 ha, alors à l'abandon, et d'un château en ruine avec des dépendances. En deux ans, le site est restauré et transformé en un lieu de promenade et de repos. Le camping municipal présent sur site est déjà installé en ces lieux depuis 1956.

## Galerie

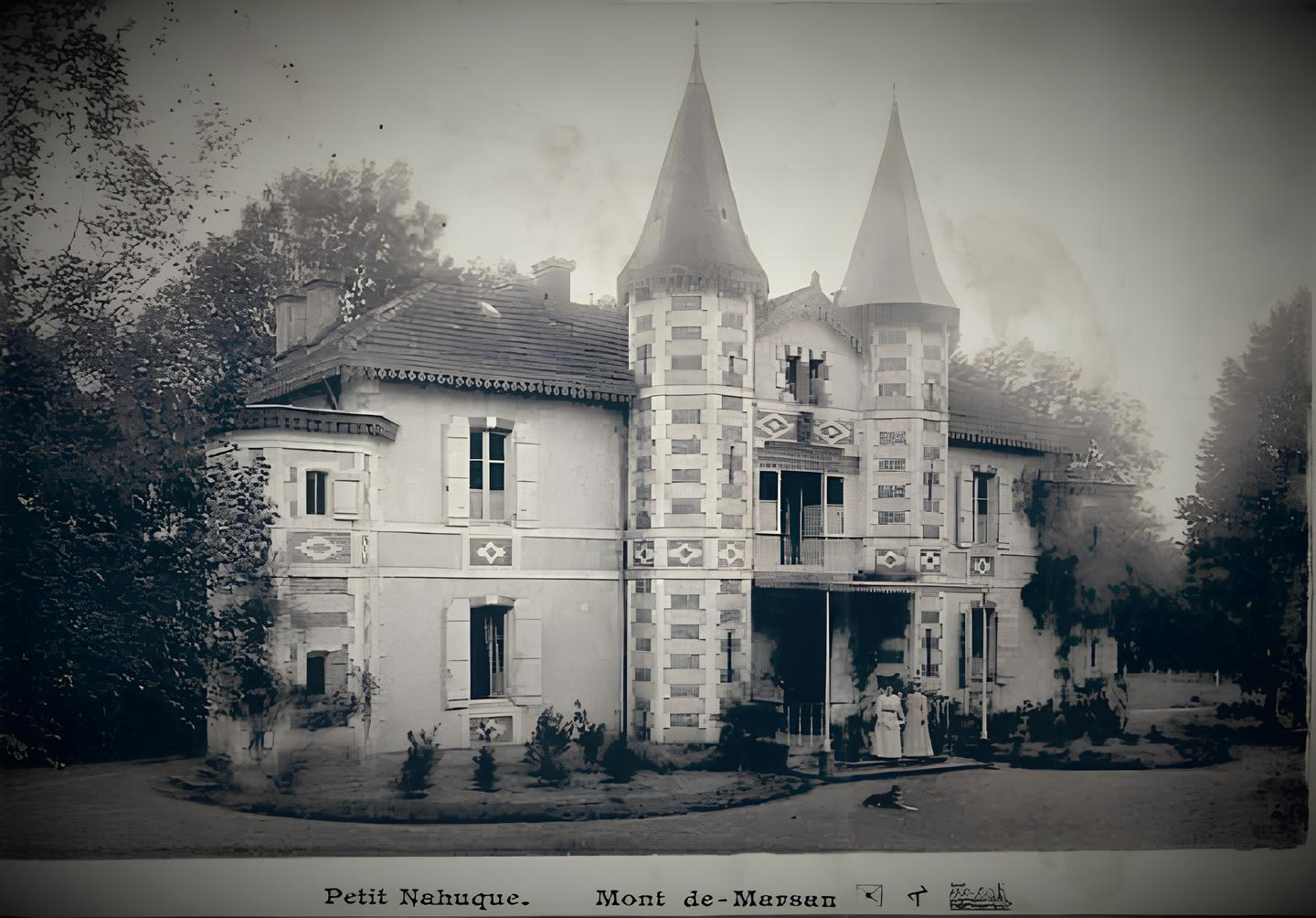
Château « Petit Nahuques » à Mont-de-Marsan, situé avenue de Villeneuve face au parc de animalier de Nahuques. Ne doit pas être confondu avec le château de Nahuques, situé non loin de là en haut de la butte.